# Janez Butara
Janez Butara, slovenski častnik, veteran vojne za Slovenijo, * 18. april 1951, Novo mesto.
Polkovnik Butara je bivši poveljnik 1. brigade Slovenske vojske.

## Vojaška kariera
- poveljnik 1. brigade Slovenske vojske (? - 13. julij 2001)
povišan v polkovnika (13. maj 1998)

## Odlikovanja in priznanja
- zlata medalja generala Maistra z meči (31. januar 1992)
- zlata medalja generala Maistra (27. oktober 1997)
- spominski znak Obranili domovino 1991
- spominski znak Premiki 1991 (28. april 1998)